# Witbuikpieper
De witbuikpieper  (Anthus furcatus) is een soort zangvogel uit de familie piepers en kwikstaarten van het geslacht Anthus.

## Verspreiding en leefgebied
Deze soort komt voor in  zuidoostelijk Brazilië tot in Uruguay en Argentinië.